# Хронологија ФНРЈ и КПЈ октобар 1948.
Хронолошки преглед важнијих догађаја везаних за друштвено-политичка дешавања у Федеративној Народној Републици Југославији (ФНРЈ) и деловање Комунистичке партије Југославије (КПЈ), као и општа политичка, друштвена, спортска и културна дешавања која су се догодила у току октобра месеца 1948. године.
| ← септембар | ← септембар | ← септембар | ← септембар | ← септембар | ← септембар | ← септембар | ← септембар | ← септембар | Хронологија ФНРЈ и КПЈ током 1948. године | Хронологија ФНРЈ и КПЈ током 1948. године | Хронологија ФНРЈ и КПЈ током 1948. године | Хронологија ФНРЈ и КПЈ током 1948. године | Хронологија ФНРЈ и КПЈ током 1948. године | Хронологија ФНРЈ и КПЈ током 1948. године | Хронологија ФНРЈ и КПЈ током 1948. године | Хронологија ФНРЈ и КПЈ током 1948. године | Хронологија ФНРЈ и КПЈ током 1948. године | Хронологија ФНРЈ и КПЈ током 1948. године | Хронологија ФНРЈ и КПЈ током 1948. године | Хронологија ФНРЈ и КПЈ током 1948. године | Хронологија ФНРЈ и КПЈ током 1948. године | Хронологија ФНРЈ и КПЈ током 1948. године | Хронологија ФНРЈ и КПЈ током 1948. године | новембар → | новембар → | новембар → | новембар → | новембар → | новембар → | новембар → |
| 1           | 2           | 3           | 4           | 5           | 6           | 7           | 8           | 9           | 10                                        | 11                                        | 12                                        | 13                                        | 14                                        | 15                                        | 16                                        | 17                                        | 18                                        | 19                                        | 20                                        | 21                                        | 22                                        | 23                                        | 24                                        | 25         | 26         | 27         | 28         | 29         | 30         | 31         |

### 4. октобар
- На Цетињу, од 4. до 7. октобра, одржана Девета покрајинска конференција КПЈ за Црну Гору која је претворена у Први оснивачки конгрес Комунистичке партије Црне Горе, коме је присуствовало 264 делегата. У складу са одлукама Петог конгреса КПЈ, од Покрајинског комитета КПЈ за Црну Гору формирана је Комунистичка партија Црне Горе. У току Конгреса Блажо Јовановић, политички секретар Покрајинског комитета поднео је извештај о политичком раду КПЈ у Црној Гори, док је Андрија Мугоша поднео извештај о организационом раду. Конгрес је усвојио две резолуције — резолуцију о наредним задацима и резолуцију којом су одбачене оптужбе и клевете Информбироа. На Конгресу је изабран Централни комитет КПЦГ, који је на својој пленарној седници изабрао Политбиро и руководство партије — Блажо Јовановић, политички и Андрија Мугоша, организациони секретар.[1][2]

### 12. октобар
- У Београду, од 12. до 14. октобра, одржан Четврти конгрес Савеза комунистичке омладине Југославије (СКОЈ), коме је присуствовало 946 делегата. Конгрес је разматрао Извештај Централног комитета СКОЈ и усвојио одлуку Петог конгрес КПЈ о спајању Савеза комунистичке омладине и Народне омладине Југославије у јединствену организацију. На Конгресу је донета Резолуција поводом оптужби Информбироа и клеветничке кампање против Југославије. Последњег дана, Конгресу је присуствовао генерални секретар КПЈ Јосип Броз Тито који је том приликом уручио Орден народног хероја, којим је одликовао Савез комунистичке омладине, као признање омладини „за несебичну борбу против режима бивше Југославије, за хероизам испољен у ослободилачкој борби и самопрегоран рад на изградњи социјализма у Југославији”.[1][3][2][4]

### 17. октобар
- У Београду, 17. и 18. октобра, одржан Други конгрес Ратних војних инвалида Југославије (РВИЈ) на коме је разматран извештај о раду Главног одбора РВИЈ и реферат о предстојећим задацима организације. На Конгресу је изабран нови Главни одбор, усвојен Статут РВИЈ и усвојена Резолуција поводом клевети и оптужби Информбироа против Југославије.[1][5]

### 24. октобар
- У Београду, од 24. до 26. октобра, одржан Први конгрес Јединствених синдиката Југославије (ЈСЈ), коме је присуствовало око 1.000 делегата. Конгрес је разматрао извештај Централног одбора, Реферат о улози ЈСЈ у изградњи социјалистичке привреде и подизању животног стандарда и службеника и Реферат о идејно-политичком и културно-просветном раду Јединствених синдиката. Конгрес је донео Резолуцију о непосредним задацима синдиката и Резолуцију о међународној политичкој ситуацији. На Конгресу је усвојен Статут и изабран Централни одбор, као и донета одлука о промени назива Јединствених синдиката у Савез синдиката Југославије (ССЈ). На Пленарној седници Централног одбора Савеза синдиката изабрано је Председништво и његов председник Ђуро Салај.[6][3][2][7]